# Duran Duran (album)
Duran Duran er det første album fra Duran Duran
1. Girls On Film
2. Planet Earth
3. Anyone Out There
4. Careless Memories
5. Night Boat
6. Sound Of Thunder
7. Friends Of Mine
8. Tel Aviv
9. To The Shore

Albummet blev udgivet i 1981, og i 1983 genudgivet med ekstranummeret Is There Something I should Know ?
1. Girls On Film
2. Planet Earth
3. Anyone Out There
4. Careless Memories
5. Is There Something I Shold Know ?
6. Night Boat
7. Sound Of Thunder
8. Friends Of Mine
9. Tel Aviv
10. To The Shore